# الاتحاد الدولي لعلوم الأحياء
الاتحاد الدولي لعلوم الأحياء (بالإنجليزية: International Union of Biological Sciences)‏، واختصارا (IUBS)، هو منظمة غير ربحية وغير حكومية، أسست سنة 1919 بهدف ترقية علوم الأحياء دوليا. وكمنظمة جامعة علمية، فقد كان الاتحاد أحد الأعضاء المؤسسين للمجلس الدولي للعلوم.
الاتحاد الدولي لعلوم الأحياء يضم 44 عضوا اعتياديا يتوزعون إلى أعضاء أكاديميات أو منظمات علمية وطنية، هذا إلى جانب 80 عضوا علميا من جمعيات علمية ومنظمات أخرى. وينضم الاتحاد اجتماعا عامّا كل ثلاث سنوات، وفق توصيات لجنة علمية مختارة لدعم البرامج ذات الأولية.
أما من جهة التمويل فالاتحاد يُموَّل بمساهمات الأعضاء الاعتياديين، وبالنفقات التي توفرها اليونسكو ومعاهد علمية دولية أخرى.

## الأهداف
تتمثل الأهداف الرئيسية للاتحاد الدولي لعلوم الأحياء فيما يلي:
- الرفع من دراسة علم الأحياء البحت والتطبيقي، والنظري والتجريبي، والملاحظ والمعلوماتي.
- مباشرة وتسهيل الأبحاث والأعمال التعليمية، وتقوية القدرات والأنشطة العلمية التي تتطلب تعاونا دوليا ومتداخل التخصصات.
- تيسير البحث التشاركي ومتداخل التخصصات، ومناقشة مواضيع كالتطور وعلم التصنيف وعلم البيئة والتنوع الحيوي ومواضيع أخرى تمثل علم الأحياء الموحد.
- قيادة المجهودات المرتبطة بالطرق والتوجيهات العلمية من أجل نظام التسمية الحيوي.
- تمهيد الحوارات المساعدة على إعداد سياسات المحافظة والاستعمال المستدام للتنوع الحيوي والوصول إلى المعرفة ومشاركة المصالح.
- دراسة تأثير التغير المناخي على الأنظمة الحيوية بالاعتماد على خبرة الاتحاد وبالتشارك مع اتحادات أخرى.
- تقييم حركية أداء ووظيفة الأنظمة البيئية على خلفية تغير المناخ، وإذاعة نتائج البحوث التعاونية في إطار البرامج العلمية التي يدعمها الاتحاد.
- تعزيز تنظيم مؤتمرات دولية للمواضيع التي تهم الاتحاد، والمساعدة على نشر تقارير هذه المؤتمرات.

## المنشورات
ينشر الاتحاد الدولي لعلوم الأحياء مجموعة من الإصدارات:
- علم الأحياء، دوليا: أربع مرات في كل سنة.
- سلسلات أفرودة الاتحاد الدولي لعلوم الأحياء.
- سلسلات دليل المنهجية.
- إجراءات الجمعيات العامة للاتحاد الدولي لعلوم الأحياء.

## تسلسل زمني
- 1919: أنشئ الاتحاد الدولي لعلوم الأحياء عَقِب أشعال مؤتمر الأكاديميات العلمية التحالفية الذي جرى في بروكسل.
- 1925: بعد تحديد وضعيته وتشكيلته، انضم الاتحاد إلى المجلس الدولي للعلوم.
- من 1925 إلى 1935: اشتغل الاتحاد على التكوين العلمي، إضافة إلى اهتمامه بالبيئة، الذي قاد إلى إنشاء الاتحاد الدولي للحفاظ على الطبيعة.
- من 1935 إلى 1949: عرفت أنشطة الاتحاد ركودا.
- بعد 1949: طوَّر الاتحاد برنامجا مبتكرا للبحث الدولي.
- الآن: يعمل الاتحاد على مشاريع عدة تخص: التنوع الحيوي والنظاميات الحيوية والأنواع الجديدة ونظام التسمية الحيوي.